# کیتی میلکمن
کیتی میلکمن (به انگلیسی: Katy Milkman) یک اقتصاددان آمریکایی است که در مدرسه وارتون دانشگاه پنسیلوانیا تدریس می‌کند.